# Provolt
Provolt az Amerikai Egyesült Államok északnyugati részén, Oregon állam Jackson megyéjében, az Oregon Route 238 mentén elhelyezkedő önkormányzat nélküli település.
Nevét egy telepes családról kapta; a helyi üzletet Samuel Provolt alapította 1875-ben. Az 1895 és 1955 között működő posta első vezetője Mary E. Provolt volt.
Ralph Friedman író szerint a történelmi negyed mindössze a helyi üzletből áll; onnan egy sarokra van a grangerek találkozóhelye.

## Fordítás
- Ez a szócikk részben vagy egészben  a   Provolt, Oregon című angol Wikipédia-szócikk ezen változatának fordításán alapul.  Az eredeti cikk szerkesztőit annak laptörténete sorolja fel. Ez a jelzés csupán a megfogalmazás eredetét és a szerzői jogokat jelzi, nem szolgál a cikkben szereplő információk forrásmegjelöléseként.